# Anomis campanalis
Anomis campanalis é uma mariposa da família Erebidae. Pode ser encontrada em Madagascar e Reunião.